# Зобова, Инна
Инна Зобова (род. 1 октября 1976, Химки) — российская топ-модель и актриса, наиболее известная как лицо марки Wonderbra.
Модельные агентства — Storm Models (Лондон), Viva Models (Париж), Viev Models (Испания), Yuil Models.

## Биография
Инна Зобова родилась 1 октября 1976 года в СССР, в Химках. Мать Инны работала инженером, а отец в гражданской авиации. Детство будущей модели нельзя назвать лёгким. Она родилась с врождённым пороком сердца, папа часто болел. Маме Инны приходилось много работать, чтобы сводить концы с концами, поэтому девочке не уделяли большого внимания. В 6 лет ей сделали операцию, запретили заниматься спортом, и Инне пришлось отказаться от мечты стать балериной и углубиться в изучение биологии, чтобы стать ветеринаром.

## Начало карьеры
Окончив 10 классов школы № 15, Инна поступила в Университет Российской академии образования, где изучала психологию и антропологию. Чтобы иметь хоть какие-то деньги, подрабатывала моделью. Очень скоро подработка превратилась в основное занятие. В 1994 году Инна Зобова представляла Россию на конкурсе Мисс Вселенная, где заняла двенадцатое место, а также стала третьей в конкурсе национальных костюмов. Окончательно поняв, что её место на модельных подмостках, Инна уезжает в Париж.

## Успехи в модельной карьере
Приехав в Париж, Инна пополняет ряды модельного агентства Viva Models и с его помощью получает возможность участвовать в показах таких знаменитых дизайнеров, как Yves Saint Laurent, Hermes, Givenchy, Cristian Lacroix, Valentino, Armani, Dior. Она также участвовала в таких показах, как Nina Ricci, Thierry Mugler, Kenzo, Dries Van Noten, Mark Jacobs, Соня Рикель.
Также Инна появлялась на обложках таких журналов, как Vogue, Elle, Harper’s Bazaar, Marie Claire, Allure.
В 2002 Инна обходит 600 конкурсанток в Лондоне и становится лицом крупнейшей компании-производителя нижнего белья Wonderbra.

## Фильмография
| Год  |   | Русское название | Оригинальное название | Роль                 |
| ---- | - | ---------------- | --------------------- | -------------------- |
| 2004 | ф | Два нуля         | Double zéro           | Alexandrie Bogdanova |
| 2004 | ф | Пипл             | People                | Tatiana              |

## Благотворительность
Инна сотрудничает с такими благотворительными организациями, как Красный Крест, ЮНИСЕФ, Food Bank.

## Личная жизнь
Инна живёт в Париже со своим бойфрендом Бруно Авейаном — французским режиссёром и фотографом.